# Joey Lauren Adams
Joey Lauren Adams (Little Rock, 9 gennaio 1968) è un'attrice statunitense.

## Biografia
Debutta alla sola età di nove anni nel film di John Boorman L'esorcista II - L'eretico. Dopo alcune apparizioni televisive, negli anni novanta partecipa ad alcuni film divenuti dei cult, come La vita è un sogno di Richard Linklater, ma soprattutto nei film di Kevin Smith Generazione X e In cerca di Amy; per quest'ultimo film ha ricevuto una candidatura ai Golden Globe 1998 come migliore attrice in un film commedia o musicale, divenendo così uno dei suoi ruoli più noti.
Negli anni successivi partecipa alla commedia con Adam Sandler Big Daddy - Un papà speciale, a vari film indipendenti e ad alcuni film minori come Harvard Man. Torna a lavorare con Kevin Smith nel film del 2001 Jay & Silent Bob... Fermate Hollywood!, mentre nel 2006 è nel cast di Ti odio, ti lascio, ti....
Inoltre ha preso parte ad un episodio della serie TV Veronica Mars.
Nel 2006 scrive e dirige il suo primo lungometraggio, intitolato Come Early Morning, con protagonista Ashley Judd.

## Filmografia parziale

### Attrice

#### Cinema
- Teste di cono (Coneheads), regia di Steve Barron (1993)
- La vita è un sogno (Dazed and Confused), regia di Richard Linklater (1993)
- The Program, regia di David S. Ward (1993)
- Il tuo amico nel mio letto (Sleep with Me), regia di Rory Kelly (1994)
- S.F.W., regia di Jefery Levy (1994)
- Generazione X (Mallrats), regia di Kevin Smith (1995)
- Michael, regia di Nora Ephron (1996)
- Tonto + tonto (Biodome), regia di Jason Bloom (1996)
- In cerca di Amy (Chasing Amy), regia di Kevin Smith (1997)
- Il mio campione (A Cool, Dry Place), regia di John N. Smith (1998)
- Big Daddy - Un papà speciale (Big Daddy), regia di Dennis Dugan (1999)
- Bruno, regia di Shirley MacLaine (2000)
- Beautiful - Una vita da miss (Beautiful), regia di Sally Field (2000)
- Harvard Man, regia di James Toback (2001)
- Reaching Normal, regia di Anne Heche (2001)
- The Specialist (In the Shadows), regia di Ric Roman Waugh (2001)
- Jay & Silent Bob... Fermate Hollywood! (Jay and Silent Bob Strike Back), regia di Kevin Smith (2001)
- Grand Champion, regia di Barry Tubb (2002)
- Beeper, regia di Jack Sholder (2002)
- Big Empty - Tradimento fatale (The Big Empty), regia di Steve Anderson (2003)
- Una promessa mantenuta (The Gunman), regia di Daniel Millican (2004)
- Ti odio, ti lascio, ti... (The Break-Up), regia di Peyton Reed (2006)
- Trucker, regia di James Mottern (2008)
- Come ti ammazzo l'ex (ExTerminators), regia di John Inwood (2009)
- Blue Caprice, regia di Alexandre Moors (2013)
- Animal - Il segreto della foresta (Animal), regia di Brett Simmons (2014)
- Jay e Silent Bob - Ritorno a Hollywood (Jay and Silent Bob Reboot), regia di Kevin Smith (2019)

#### Televisione
- On the Edge, regia di Anne Heche, Mary Stuart Masterson, Helen Mirren e Jana Sue Memel – film TV (2001)
- United States of Tara – serie TV, 6 episodi (2010)
- Still the King – serie TV, 26 episodi (2016-2017)

### Doppiatrice
- Il dottor Dolittle 2 (2001)

### Regista
- Come Early Morning (2006)

### Sceneggiatrice
- Come Early Morning (2006)

## Curiosità
- Si è distinta anche come cantante partecipando alla colonna sonora di In cerca di Amy con il brano Alive, e a quella di Il tuo amico nel mio letto con i brani I miss you e Daddy's dead in momma's head.